# Kanton La Courneuve
Kanton La Courneuve is een kanton van het Franse departement Seine-Saint-Denis.

## Geschiedenis
Op 22 maart 2015 werd het aangrenzende kanton Le Bourget opgeheven en werden de gemeenten Le Bourget en Dugny in het kanton La Courneuve.
La Courneuve zelf maakt deel uit van het arrondissement Saint-Denis maar de nieuw opgenomen gemeenten maakten deel van het arrondissement Bobigny, waardoor het kanton tegenwoordig in twee arrondissementen ligt. Op 1 januari 2017 werden Le Bourget en Dugny van het arrondissement Bobigny naar het arrondissement Le Raincy overgeheveld.

## Gemeenten
Het kanton La Courneuve omvat de volgende gemeenten:
- Le Bourget
- La Courneuve
- Dugny